# Gran Via delle Orobie
La Gran Via delle Orobie (spesso abbreviata in GVO) è un'alta via tracciata lungo le Alpi Orobie valtellinesi, che collega Delebio ad Aprica con un percorso escursionistico lungo circa 130 km, che si sviluppano per la quasi totalità sul versante della catena in provincia di Sondrio, con brevi tratti in territorio bergamasco. La via attraversa in sequenza tutte le valli del parco delle Orobie Valtellinesi da ovest a est, in un ambiente perlopiù selvaggio e poco frequentato, servito spesso solamente da bivacchi e rifugi non custoditi. La GVO è la concatenazione di due itinerari più brevi: la parte occidentale (fino alla quinta tappa) coincide con il Sentiero Andrea Paniga, mentre quella orientale (dalla sesta tappa) con il Sentiero Bruno Credaro.

## Storia
Negli anni '80 il CAI di Sondrio, congiuntamente con la fondazione Luigi Bombardieri, mise in atto un progetto volto alla creazione di un tracciato che attraversasse tutte le Orobie Valtellinesi, riutilizzando antichi sentieri caduti in disuso. Si riuscì a tracciare un collegamento tra Delebio e Aprica secondo un itinerario che è grossomodo quello odierno, che fu intitolato al politico valtellinese Bruno Credaro. Il sentiero venne segnalato con segnavia giallo-rossi (tuttora visibili in alcune parti del percorso), poi modificati in bianco-rossi con l'avvento della gestione del Parco delle Orobie Valtellinesi nel 1989, che modificò il nome del tracciato in Gran Via delle Orobie.

## Itinerario
La GVO è un sentiero di grande interesse naturalistico e paesaggistico, che attraversa luoghi scarsamente frequentati e lontani dal turismo di massa, ma quindi soggetti ad alcune difficoltà che l'escursionista deve affrontare: soprattutto nella parte centrale, i punti di appoggio sono bivacchi, baite e rifugi non custoditi, che offrono perciò servizi limitati, senza possibilità di rifornimenti. Inoltre in molti tratti i sentieri sono degradati e intermittenti, e possono quindi creare difficoltà di orientamento.
Il percorso viene diviso solitamente in 11 tappe:

### Tappa I: Delebio - Baitone Legnone
Tempistica circa 5 ore, dislivello +1400 m, difficoltà E. La prima tappa si svolge tutta in salita seguendo grossomodo sempre il crestone che dal fondovalle valtellinese sale in direzione sud-ovest verso la vetta del monte Legnone. Il sentiero inizia dal paese di Delebio (220 m), nei pressi della centrale elettrica locale, e sale nel bosco oltrepassando il piccolo bacino idroelettrico di Piazzo Minghino, e arrivando ai prati della località Ossiccio di Sotto prima, e Ossiccio di Sopra (922 m) poi. Salendo alternando tratti di bosco e radure, il sentiero oltrepassa la Conca della Nave (1420 m) e arriva quindi ai pascoli dell'Alpe Legnone, dove sono presenti alcune baite, tra cui il Baitone Legnone (1690 m, detto anche rifugio Alpe Legnone o Capanna Sociale Legnone), rifugio gestito dalla Pro Loco di Delebio e aperto nei mesi estivi.

### Tappa II: Baitone Legnone - rifugio Bar Bianco

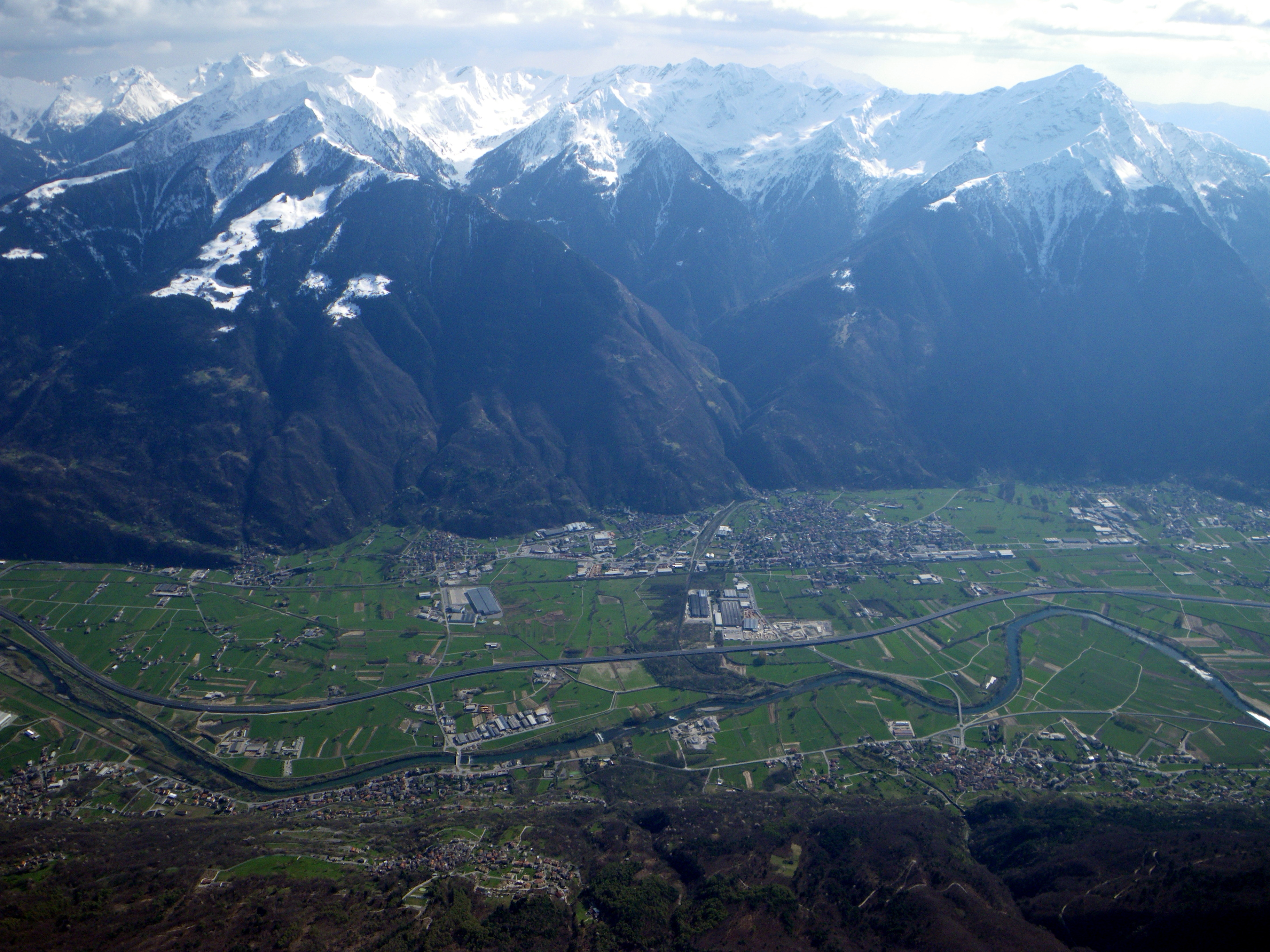
L'abitato di Delebio e, alle sue spalle sulla destra, il monte Legnone. Si nota il crestone che scende dalla cima della montagna fino al paese, che viene risalito nella prima tappa, e, alla sua sinistra, la val Lesina, che viene attraversata in quota nella seconda tappa da destra verso sinistra.

Tempistica circa 9 ore, dislivello +800 m, difficoltà EE. La tappa, una delle più lunghe della GVO, è tracciata in gran parte in alta val Lesina, che si attraversa per intero, e termina in val Gerola dopo aver sorpassato diversi alpeggi con numerosi saliscendi. Dal Baitone Legnone (1690 m) si prende a sinistra entrando subito in val Lesina, si procede al cospetto dell'imponente versante nord del monte Legnone, e, superato un dosso, si perviene al Baitone di Cappello (1640 m), nell'alpe omonima. Ora il sentiero risale per un centinaio di metri di dislivello per superare la cresta che discende dal pizzo Valtorta, per poi ridiscendere nella conca che ospita la Casera Luserna (1557 m) e procedere verso nord-est in una pineta per aggirare un ulteriore dosso. In questo tratto è possibile fare una deviazione di pochi minuti per arrivare al bivacco Alpe del Dosso (1513 m) in caso di necessità. La GVO continua verso est superando un avvallamento e giunge all'Alpe Stavello e alla casera omonima (1551 m), per poi proseguire in discesa alla volta della Casera di Mezzana (1430 m). Da qui, dopo aver superato un torrente, bisogna risalire il ripido pendio del Dosso Paglieron su traccia impervia e non sempre chiara per arrivare alla panoramica Alpe Piazza, dove sorge il bivacco omonimo (1855 m), sempre aperto. Ora si prosegue lasciando la val Lesina scendendo verso nord, arrivando all'Alpe di Tagliata (1527 m), e risalendo nuovamente verso est all'Alpe Olano, che segna l'ingresso in val Gerola. Si sale quindi fino alla Casera Olano (1792 m) e da qui si volge verso sud oltrepassando un avvallamento e giungendo in discesa al bivio che a sinistra permette di raggiungere il vicino rifugio Bar Bianco (1506 m), agriturismo gestito.

### Tappa III: rifugio Bar Bianco - rifugio Trona Soliva
Tempistica circa 7 ore, dislivello +1000 m, difficoltà E. La terza tappa si sviluppa da nord a sud lungo il lato occidentale della val Gerola, passando per i suoi alpeggi e valli secondarie. Dal rifugio Bar Bianco (1506 m) si risale per prendere il sentiero lasciato precedentemente, che a sinistra conduce in salita verso l'Alpe Culino. Si prende quindi a sinistra per attraversare la val Mala in ambiente boscoso più pianeggiante e raggiungere quindi la casera dell'Alpe Ciof (1732 m, detta anche Giuf). Da qui si guadagna gradualmente quota passando prima dall'Alpe Colombana (1810 m) e infine giungendo all'Alpe Stavello, punto più alto della tappa, dove si trova il rifugio omonimo (1944 m), aperto nei mesi estivi. Ora si scende inoltrandosi in val di Pai con un sentiero esposto, che poi diviene più tranquillo ma meno evidente, seguendo grossomodo il torrente fino ad attraversarlo con un ponticello. Dopo qualche saliscendi si scende a San Giovanni (1460 m) e quindi a Laveggiolo (1470 m), frazioni di Gerola Alta; da qui la GVO coincide grossomodo con la strada agrosilvopastorale che conduce al rifugio Trona Soliva, con la possibilità di tagliare qualche tratto tramite sentiero. La strada supera circa 400 metri di dislivello e, inoltrandosi nella valle della Pietra, arriva senza difficoltà al rifugio sopracitato (1907 m), ricavato da una vecchia casera e aperto in estate.

### Tappa IV: rifugio Trona Soliva - rifugio Ca' san Marco

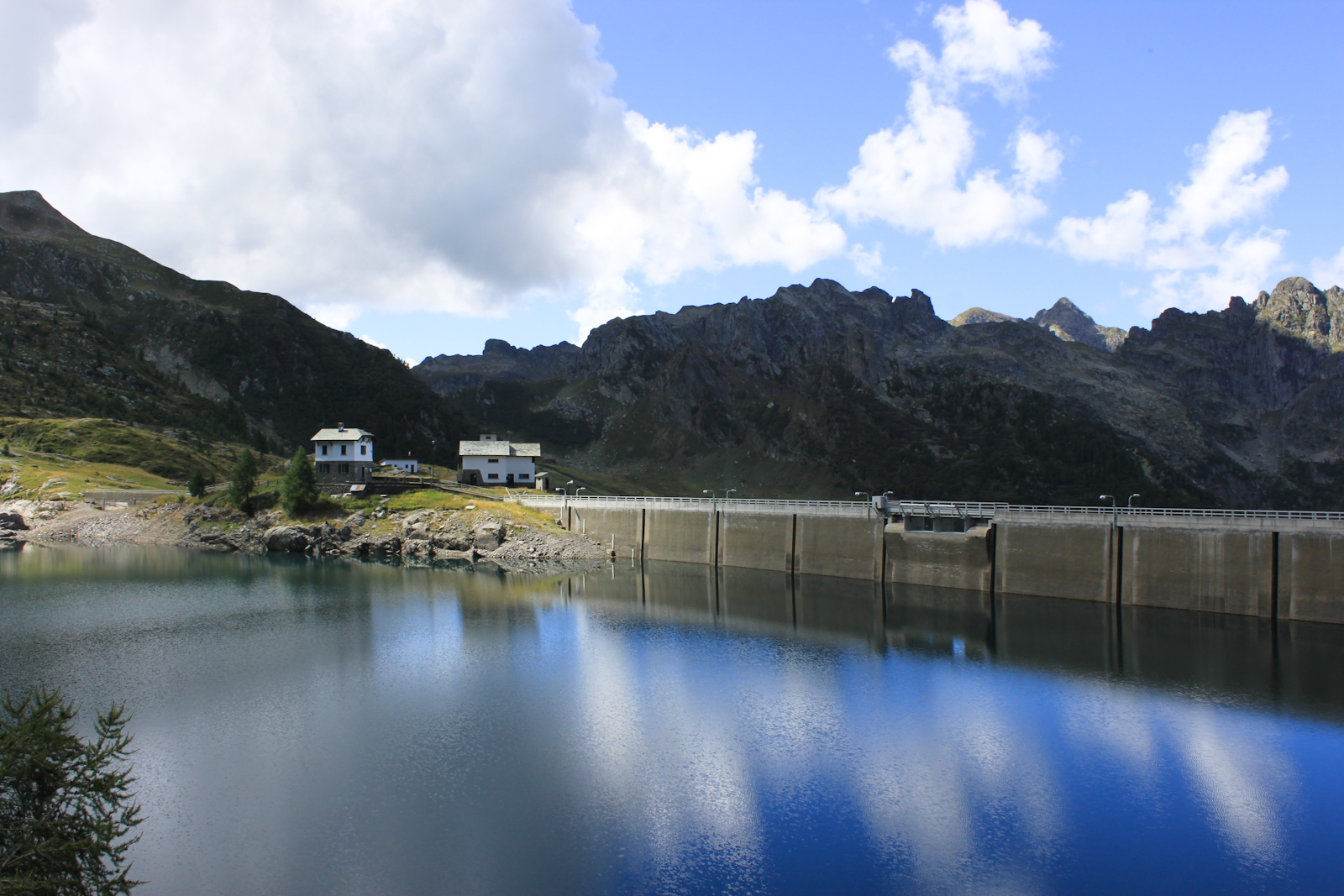
Il lago Pescegallo

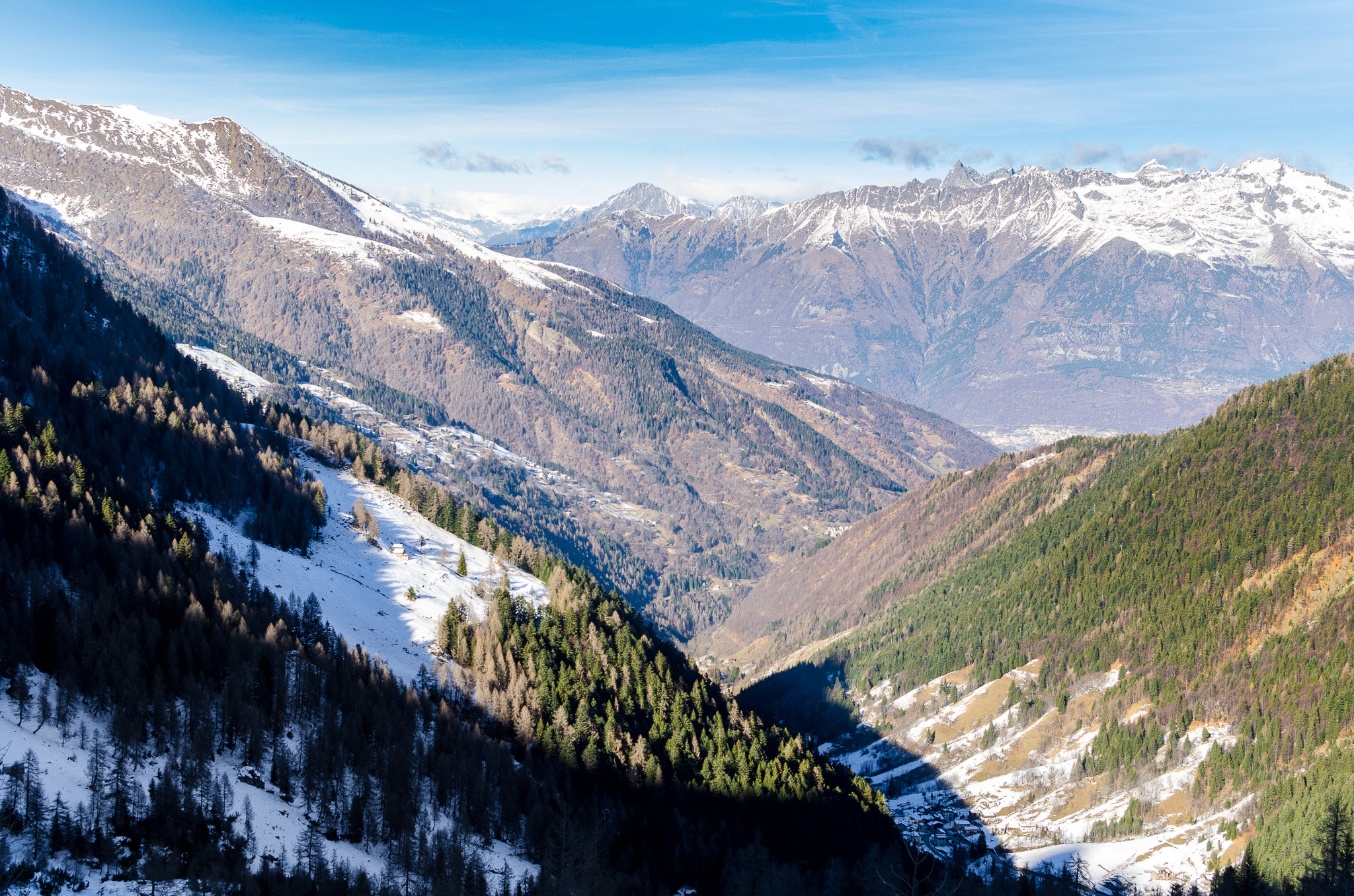
Vista dalla valle di Pescegallo verso il fondovalle della val Gerola

Tempistica circa 7.30 ore, dislivello +700 m, difficoltà E. Questa tappa attraversa la valle della Pietra e la valle di Pescegallo (tributarie della val Gerola) e scollina sul versante bergamasco delle Orobie con un percorso quasi del tutto privo di ombreggiatura. Dal rifugio Trona Soliva (1907 m) si procede verso sud nella valle della Pietra in leggera discesa e si arriva alla base della diga del lago Trona (1805 m), posto in una conca dominata dal pizzo omonimo. Si sale brevemente per arrivare alla sponda del lago, e si prende in direzione est il sentiero che, con andamento piacevolmente pianeggiante, effettua un lungo traverso sul pendio sottostante il pizzo Tronella, entra in val Tronella, passa dalle sorgenti Tronella (1808 m) e arriva nella valle di Pescegallo. Dopo una leggera discesa all'Alpe Pescegallo, si sale per strada sterrata al rifugio Salmurano (1855 m, gestito) e poi si discende attraverso un lariceto alla Casera Pescegallo (1778 m), per risalire nuovamente al lago Pescegallo (1862 m) sfruttando la comoda strada sterrata presente. Si attraversa la diga e si percorre il sentierino che risale il pendio erboso fino al Forcellino (2050 m), valico che permette di entrare in val Bomino. Il tracciato ora perde un centinaio di metri di dislivello per poi risalire verso il laghetto e il passo di Verrobbio (2026 m), che si sorpassa scendendo nella bergamasca val Brembana. Dopo aver perso circa 150 metri di dislivello il sentiero diviene più pianeggiante e raggiunge lo storico rifugio Ca' San Marco (1830 m, aperto nei mesi estivi).

### Tappa V: rifugio Ca' san Marco - Arale

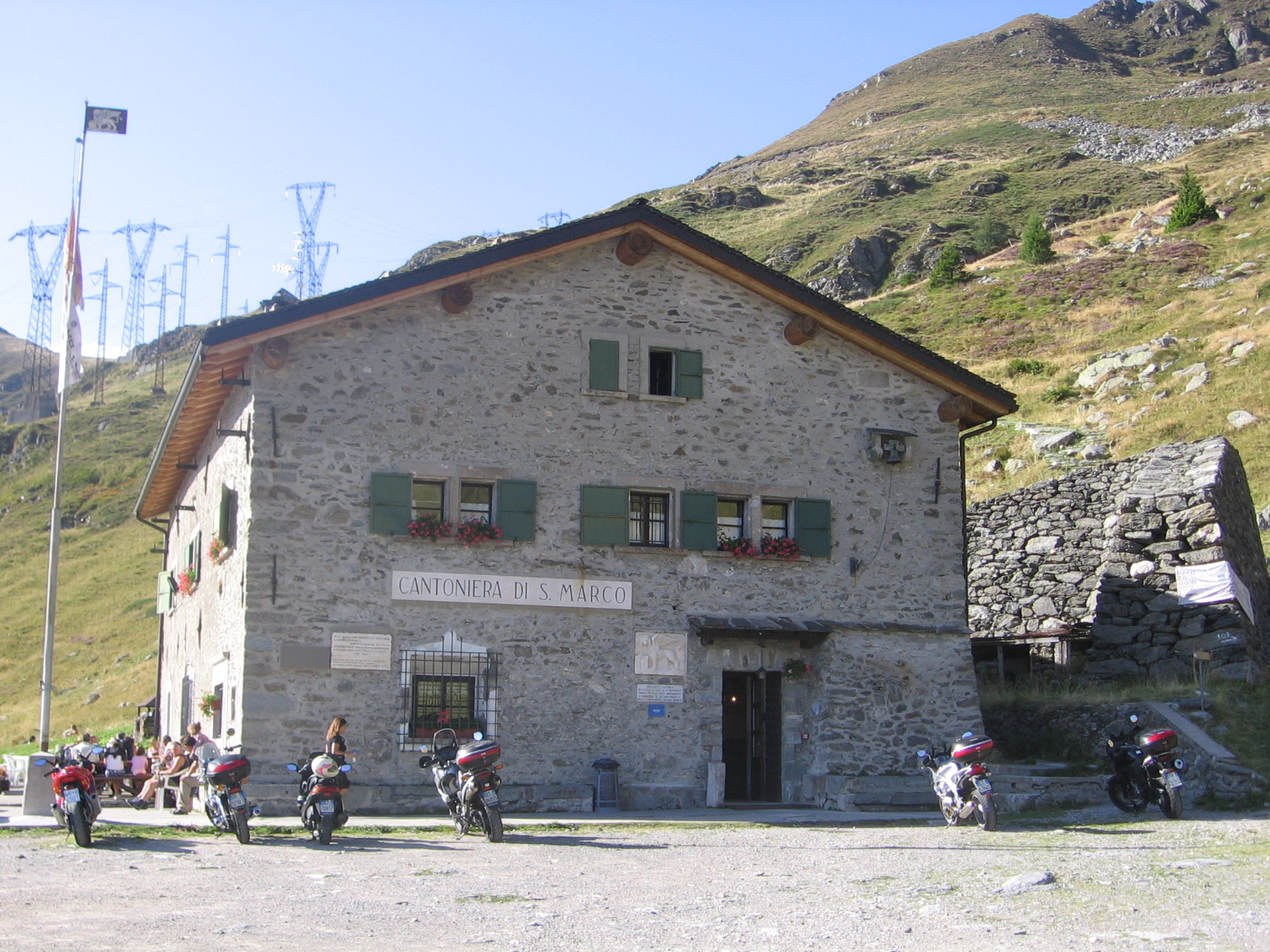
Il rifugio Ca' san Marco

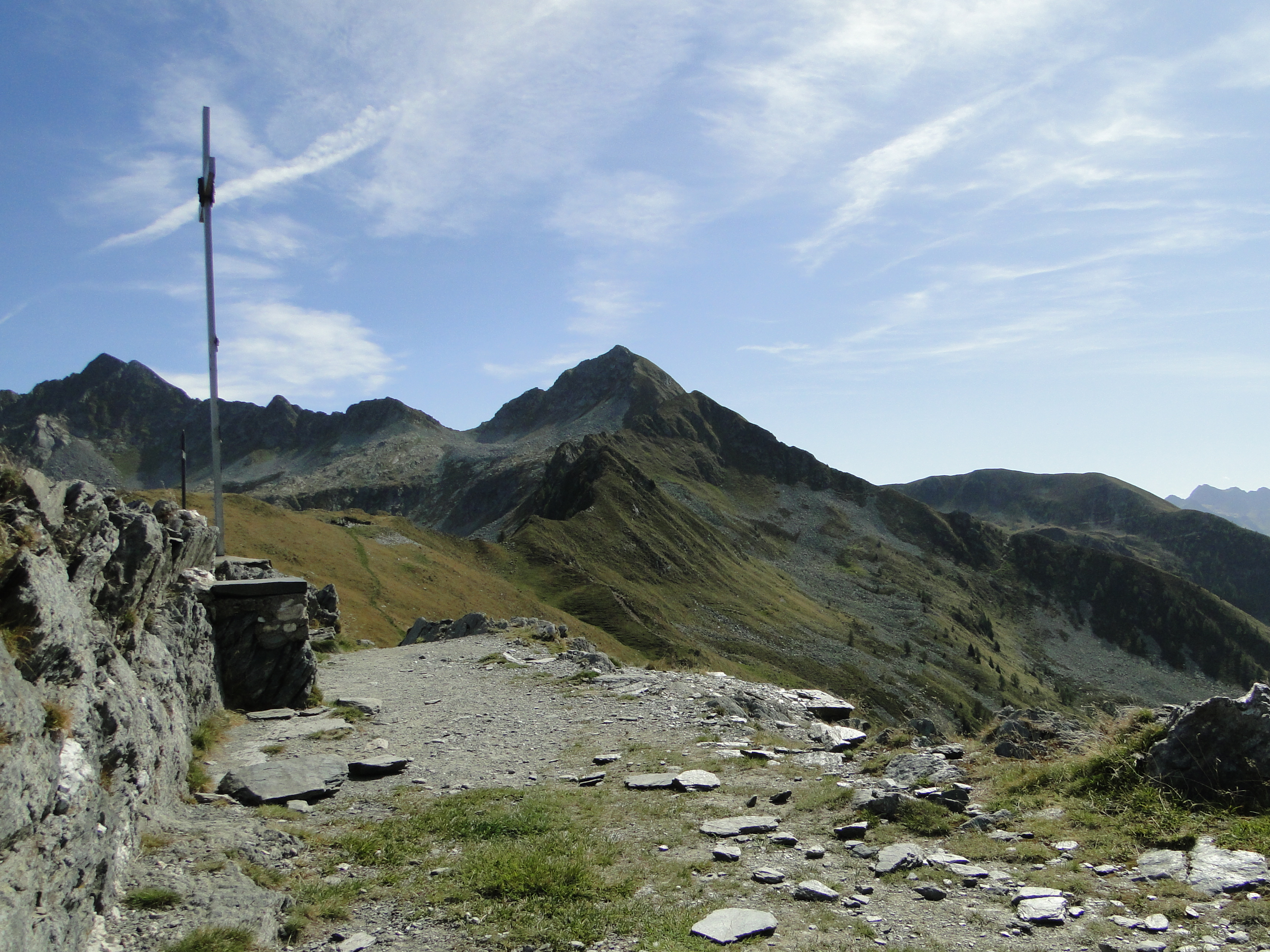
Il passo Tartano

Tempistica circa 8.30 ore, dislivello +1300 m, difficoltà EE. La quinta tappa, che rappresenta l'ultima frazione del Sentiero Andrea Paniga, passa nell'alta valle di Albaredo e scollina in val Tartano, attraversandone le vallate secondarie a saliscendi, con diversi tratti che richiedono molta attenzione per il cattivo stato dei sentieri e la carenza di segnavia. Dal rifugio Ca' San Marco (1830 m) si sale seguendo l'antica Via Priula al passo San Marco (1992 m), e si scollina entrando nella valle di Albaredo, ritornando così in provincia di Sondrio. Si scende alla Casera di Orta Vaga (1694 m) per risalire verso destra, intercettando e seguendo per un breve tratto la strada asfaltata che conduce a Morbegno. Il sentiero riprende poi in salita con un percorso che arriva ai prati del dosso della Motta (1856 m) e, con traccia poco chiara, piega verso est entrando in val Pedena (tributaria della valle di Albaredo) che si risale integralmente con tracciato non sempre evidente, superando pascoli e tratti più sassosi, e si arriva al passo Pedena (2234 m), che permette di entrare in val Budria, una delle due tributarie della val Corta, a sua volta tributaria della val Tartano. Con traccia molto debole si scende alla baita Pradelli di Pedena (2024 m), e si inizia verso est la traversata della valle con sentiero più marcato, compiendo qualche saliscendi in quota e infine si giunge con un breve strappo alla bocchetta del Lago (2202 m), che segna il confine con la val di Lemma, seconda vallata tributaria della val Corta. Da qui si scende tra avvallamenti perdendo 300 metri di dislivello, e si giunge all'Alpe di Sona di Sopra, che ospita la casera omonima (1900 m). Ora si deve traversare verso est con traccia debole, segnavia radi e possibili difficoltà di orientamento, superando dossi erbosi, macereti e un tratto boscoso a nord del pizzo Vallone, giungendo così alla casera di Lemma Alta (1986 m). Si sale per prati puntando alla cresta soprastante, arrivando al passo di Lemma (2137 m), ritrovando da qui sentieri più marcati. Si resta ora in cresta, al confine con la val Brembana, raggiungendo la cima di Lemma (2348 m), e poi scendendo sul versante bergamasco alla croce del passo di Tartano (2108 m). Dal valico si scende in val Lunga (anch'essa tributaria della val Tartano) lambendo il lago Piccolo (2005 m, uno dei tre laghi di Porcile), superando la Casera Porcile (1862 m), il torrente della val Dordonella ed arrivando infine alla località Arale (1500 m, contrada di Tartano), dove si può alloggiare al rifugio Beniamino o al rifugio Il Pirata, entrambi gestiti.
Esiste una variante della tappa che segue un percorso molto più lungo che si svolge più a nord: al posto che salire al passo Pedena, il tracciato prosegue nella valle di Albaredo verso nord, traversando a saliscendi le secondarie val Pedena e valle di Lago, arrivando all'Alpe Piazza e al rifugio omonimo (1836 m). Si volge quindi verso est passando dall'Alpe Pedroria (1929), si attraversa la bocchetta del Culino (2221 m) e si scende ripidi in val Budria, attraversando alpeggi e boschi, arrivando fino al fondovalle della val Corta e poi al paese di Tartano (1210 m). Da qui si sale seguendo la strada alla contrada Arale (1500 m). La variante ha una tempistica totale di 12-13 ore, è infatti consigliabile spezzarla in due pernottando al rifugio Alpe Piazza, gestito.

### Tappa VI: Arale - rifugio Caprari

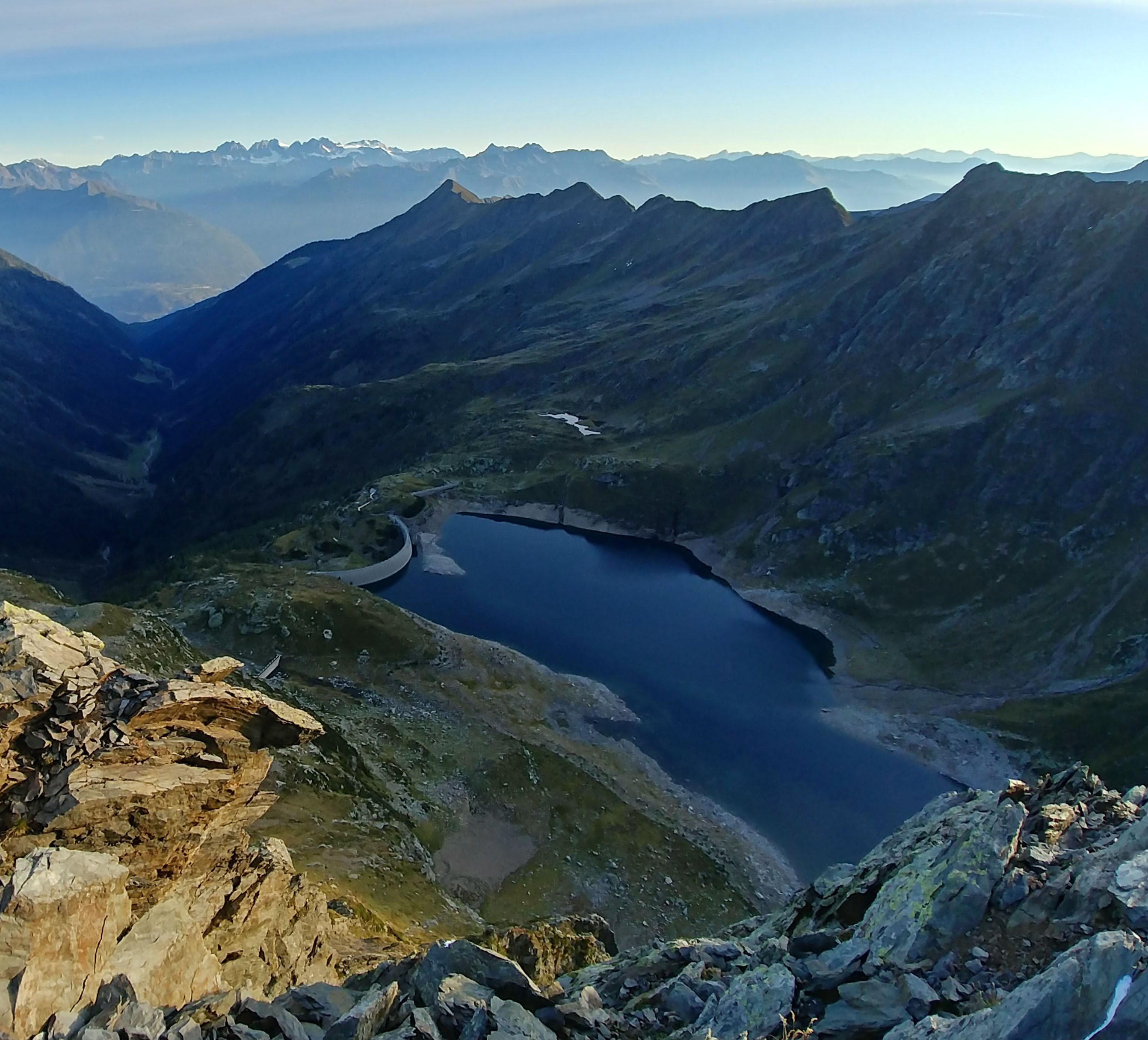
Il lago del Publino, meta della sesta tappa

Tempistica circa 8.30 ore, dislivello +1750 m, difficoltà E. La sesta tappa è una delle più impegnative della GVO: ha inizio dalla val Tartano e attraversa val Madre e val Cervia per terminare in val Livrio, superando un grande dislivello e richiedendo quindi un importante sforzo fisico. È la prima tappa del Sentiero Bruno Credaro, e la prima di una lunga serie che si appoggia a ricoveri non custoditi. Da Arale (1500 m) si percorre a ritroso l'itinerario della tappa precedente fino ai Laghi di Porcile. Si passa quindi dal lago Piccolo (2005 m) e dal lago Grande (2030 m), e si risale la soprastante valle dei Lupi, fino ad arrivare alla bocchetta dei Lupi (2316 m), posta appena a nord del monte Cadelle. Dalla bocchetta si scende in val Madre e si giunge in breve al laghetto Vallocci (2220 m), e proseguendo si traversa in quota rimanendo poco più a sud del rifugio Dordona (1930 m, gestito), si attraversa la strada sterrata che porta al passo Dordona e si arriva alla baita della Croce (1944 m). Da qui si prosegue verso est a saliscendi sorpassando la casera di Valbona (1904 m) e, dopo aver preso una deviazione a destra, si risale gradualmente il vallone che porta all'intaglio del passo di Valbona (2324 m), valico tra val Madre e val Cervia. Dal passo si scende con sentiero ben marcato fino alla baita Superiore di val Cervia (1905 m, detta anche baita Publino), e, dopo un breve tratto pianeggiante al cospetto del Corno Stella, si risale in una vallata tra tratti erbosi e macereti arrivando al passo del Tonale (2352 m), dal quale si ha una bella visuale sulla valle del Livrio con il lago del Publino, meta della tappa. Dal valico si procede quindi in discesa addentrandosi nella valle verso est perdendo rapidamente 200 metri di dislivello, poi si volge verso sud restando in quota per raggiungere la casera Publino (2098 m), dalla quale si prosegue per saliscendi arrivando al lago del Publino (2135 m) e all'adiacente rifugio Amerino Caprari (2116 m), chiuso (per l'apertura è necessario richiedere le chiavi al CAI di Sondrio) ma dotato di un locale bivacco sempre aperto, con 2 posti letto.

### Tappa VII: rifugio Caprari - rifugio Mambretti
Tempistica circa 9 ore, dislivello +1590 m, difficoltà E. La settima frazione, anch'essa particolarmente impegnativa, parte dalla val Livrio e attraversa tutte le quattro valli in cui si ramifica la val Venina (nell'ordine val Venina, val d'Ambria, val Vedello e val Caronno), dando inizio alla parte di GVO più spettacolare, che si svolge in uno splendido ambiente dominato da alcune tra le cime orobiche più importanti. Dal rifugio Caprari (2116 m) ci si porta verso nord alla baita dello Scoltador (2048 m), dove si devia a destra risalendo una traccia intermittente tra tratti erbosi e ghiaioni, che conduce al passo dello Scoltador (2454 m). Attraversando il valico si lascia la valle del Livrio e si entra in val Venina, scendendo in modo piuttosto ripido con vista sul lago Venina. Superato a tornantini un tratto solcato da salti rocciosi, il sentiero diviene più piano e raggiunge i resti di un forno fusore (2165 m), testimonianza dell'antica attività mineraria nella zona. Da qui si risale verso nord-est il versante orientale della valle, aggirando qualche roccia ed arrivando al passo Brandà (2360 m), dal quale si ha una bella vista sulla val d'Ambria e sulle pareti strapiombanti di monte Aga, pizzo del Diavolo di Tenda, pizzo dell'Omo e pizzo del Salto. Si scende quindi tra tratti erbosi e roccette e, seguendo i segnavia, si arriva alle baite di Cigola, una delle quali è il bivacco Gianmario Lucini (1870 m, fornito di letti, cucina e bagno, sempre aperto). Ora il tracciato descrive un ampio arco pianeggiante per passare al versante opposto della valle, dove si inizia a risalire e, dopo aver superato qualche torrente, si piega a destra per risalire un vallone erboso che culmina nel passo del Forcellino (2245 m), collegamento con la val Vedello. Si deve ora discendere tutta la valle seguendo un sentiero ben segnalato che compie una lunga traversata in discesa costante sul versante occidentale, tenendosi alle spalle l'imponente versante nord del pizzo del Salto e, alla vista dei resti delle miniere di uranio a fondovalle, si giunge all'Alpe Zocco (1814 m). Qui si piega a destra scendendo qualche tornante, e si intercetta una mulattiera che si segue per un tratto in discesa, e che poi si abbandona inoltrandosi a destra in una pineta con un sentiero che, dopo aver sorpassato il torrente Vedello, conduce alla sponda sud del lago Scais (1494 m) e poi alle Case di Scais (1510 m). Qui si è alla confluenza di val Vedello e val Caronno, e bisogna ora risalire quest'ultima per il sentiero normalmente usato per raggiungere il rifugio Mambretti, ben segnalato. Si sale quindi verso est all'Alpe Caronno (1610 m) e, con pendenza decisa, si risale il versante orientale della valle, giungendo infine al rifugio Luigi Mambretti (2004 m), posto su un dosso erboso che gode di un panorama grandioso sui versanti nord di pizzo Porola, punta Scais, pizzo Redorta e pizzo Brunone, con diversi vedrette e nevai che giacciono alla loro base. Il rifugio è chiuso e incustodito (è possibile ritirare le chiavi alla sede del CAI di Sondrio), ma è presente un locale bivacco sempre aperto con 2 posti letto.

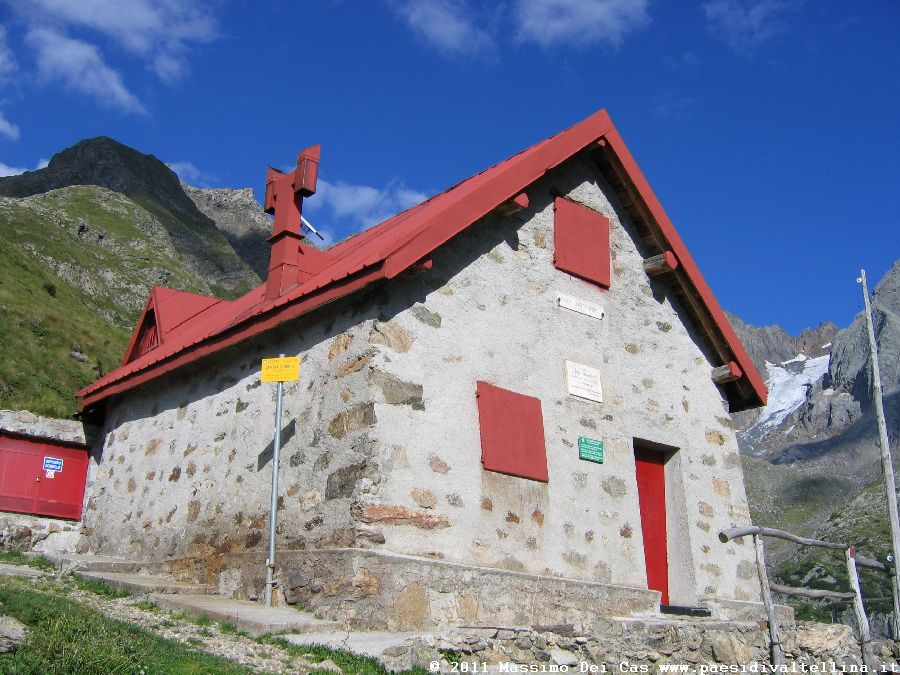
Il rifugio Mambretti, punto di appoggio tra la settima e l'ottava tappa

### Tappa VIII: rifugio Mambretti - rifugio Pesciöla

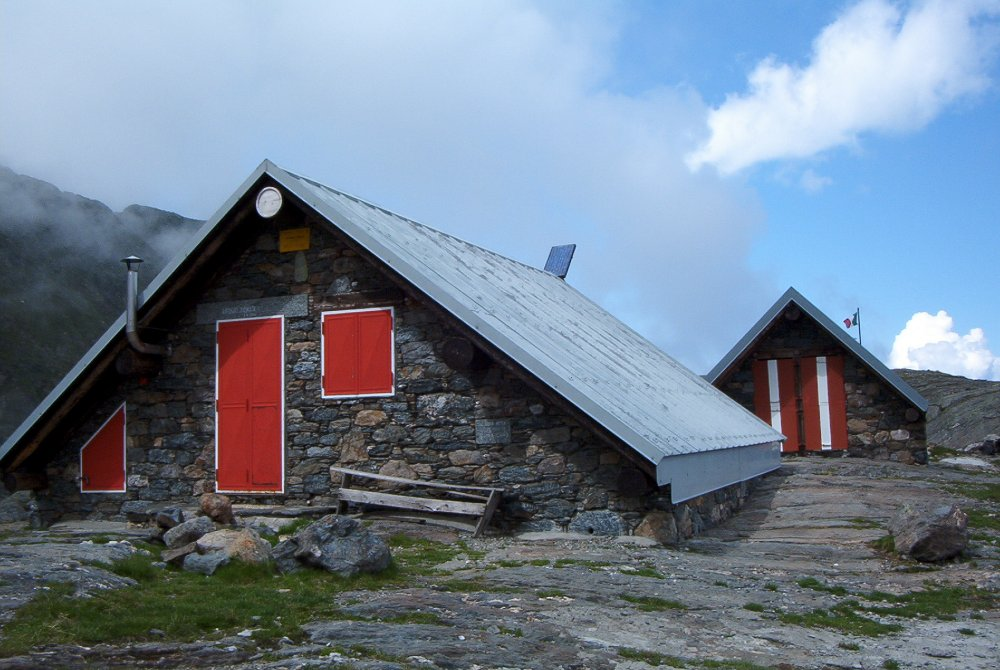
Il rifugio Donati

Tempistica circa 6.30 ore, dislivello +1160 m, difficoltà E. La tappa si svolge principalmente in val d'Arigna, che viene attraversata integralmente partendo dalla val Caronno, fino ad arrivare al confine con la val Malgina; presenta diversi tratti con traccia poco evidente, che possono creare problemi di orientamento. Dal rifugio Mambretti (2004 m) si prosegue risalendo il soprastante pendio erboso verso nord con traccia debole, facendo attenzione a non perdere i segnavia. Dopo aver superato un dosso erboso, si volge verso est attraversando un pianoro e successivamente si risale di nuovo verso nord a zig-zag su terreno più roccioso, e, dopo aver superato un breve tratto attrezzato, si arriva al punto più elevato di tutta la GVO, il passo Biorco (2641 m), che permette di lasciare la val Caronno ed entrare in val d'Arigna. Dal valico, con bella vista sulla sottostante Conca del Reguzzo, si scende quindi nel versante opposto, superando un tratto piuttosto esposto e poi seguendo una traccia che supera sfasciumi e massi, raggiungendo in breve l'incantevole specchio d'acqua del lago Reguzzo (2497 m) e l'adiacente rifugio Donati (2504 m, chiuso ma dotato di un secondo edificio sempre aperto adibito a bivacco), posti alle pendici occidentali del pizzo Rodes. Da qui si scende in val di Quai, laterale della val d'Arigna, con sentiero più marcato che aggira sulla sinistra una formazione rocciosa e giunge ad un bivio (2100 m), dove si prende la traccia che volge a est, proseguendo a saliscendi ed entrando nel solco vallivo principale, con vista sull'imponente pizzo Coca. Si arriva quindi ai pascoli dell'Alpe Pioda (1854 m), ai piedi delle pareti di pizzo di Scotes e pizzo degli Uomini, si continua a sud-est ignorando la deviazione che a destra sale al bivacco Corti, e si arriva alla Scala delle Orobie, suggestiva scalinata di gradoni rocciosi che scende ripida verso nord-est. La si segue, e successivamente si supera il bivio (1600 m) per il bivacco Resnati e si effettua il guado di 2 rami del torrente Armisa, proseguendo per saliscendi in direzione nord, raggiungendo i pascoli dell'alpeggio dove sorgono le Baite Michelini (1499 m). Da qui si prende a destra il sentiero che guadagna rapidamente quota e raggiunge l'Alpe Druet (1842 m) e successivamente, dopo aver superato qualche dosso erboso, si arriva al rifugio Baita Pesciöla (2004 m), posto in posizione particolarmente panoramica sul crinale che separa val d'Arigna e val Malgina. La baita è chiusa e non gestita (per l'apertura è necessario ritirare le chiavi alla sottosezione CAI di Ponte in Valtellina), ma è possibile usufruire del piccolo bivacco adiacente, sempre aperto e dotato di 3 posti letto.

### Tappa IX: rifugio Pesciöla - baita Streppaseghel
Tempistica circa 5.30 ore, dislivello +940 m, difficoltà EE. La nona tappa prevede la traversata della val Malgina, in quello che è forse l'ambiente più selvaggio di tutta la GVO, sia per la conformazione della valle, dominata dalla mole del pizzo del Diavolo di Malgina, sia per lo stato di degrado di diversi tratti di sentiero. Dalla baita Pesciöla (2004 m) si prende verso sud arrivando in breve al passo Pesciöla (2150 m), e da qui si entra in val Malgina con un sentiero esposto che conduce in discesa ai ruderi dell'Alpe Foppa di Sopra (2057 m). Si segue ora il Sentér del Böcc’, tracciato che prosegue verso sud-est arrivando alla conca di sfasciumi ai piedi del versante nord della cima della Foppa, che si risale restando vicini al suo limite sinistro, arrivando così ad un intaglio chiamato Li Furcheti (2423 m). Da qui si scende verso destra, prima tra sfasciumi, poi attraversando tre avvallamenti, e si compie un ampio arco traversando verso est in quota, arrivando al canalone della Malgina (2040 m), che si attraversa passando dall'altro lato della valle. Ora si scende con un sentiero che costeggia grossomodo il canalone, arrivando al bivacco Baita Muracci (1820 m, sempre aperto) e successivamente ad un bivio (1703 m) dove si prende a destra, salendo nel versante orientale della valle. La traccia, spesso nascosta dalla vegetazione, sale con andamento nord-est e, dopo un tratto a tornanti, arriva in cima ad un crinale (2200 m), dal quale si scende arrivando in breve alla baita Streppaseghel (2097 m), spartano bivacco non gestito sempre aperto ed attrezzato con 4 posti letto.
Esiste una variante bassa che ha rappresentato il normale svolgimento della tappa fino al 2008, quando il tracciato sopra descritto venne identificato e dotato di segnavia. Presenta dislivello e tempistica simili all'itinerario precedente. In questo caso, arrivati all'Alpe Foppa di Sopra (2057 m) si scende verso sinistra all'Alpe Foppa di Sotto (1793 m) e da qui bisogna affrontare un impegnativo tratto in discesa molto ripido su rocce umide e scivolose, per raggiungere il bivacco Baita La Petta (1452 m, sempre aperto). Si discende la valle per circa duecento metri di dislivello, si attraversa il canalone Malgina e si tocca la baita Paltani (1215 m), per poi risalire la valle dal lato opposto del canalone fino ad arrivare al bivio (1703 m) in comune con il sentiero normalmente utilizzato.

### Tappa X: baita Streppaseghel - rifugio Tagliaferri

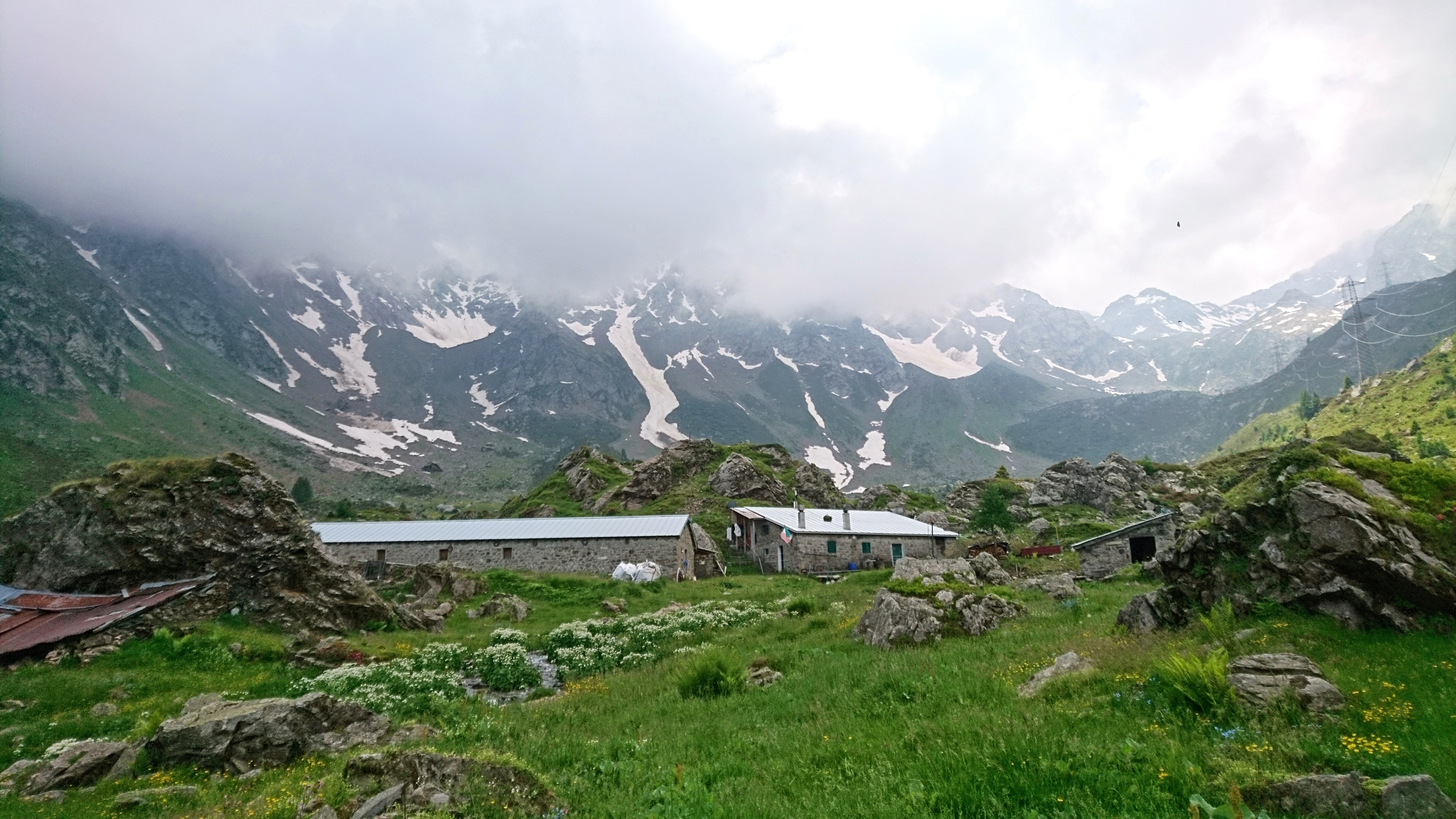
La malga Caronella

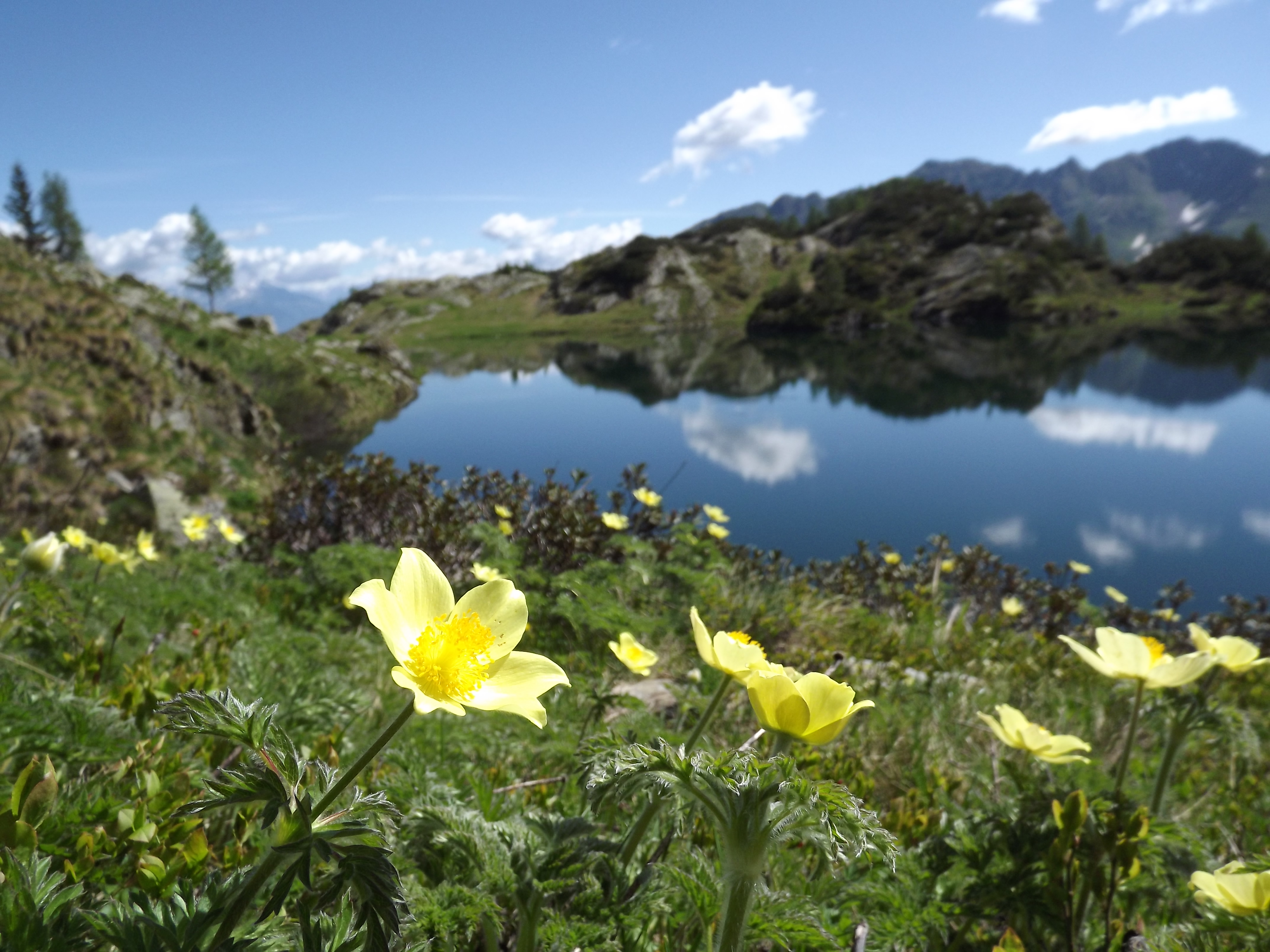
Scorcio del lago Nero di Torena

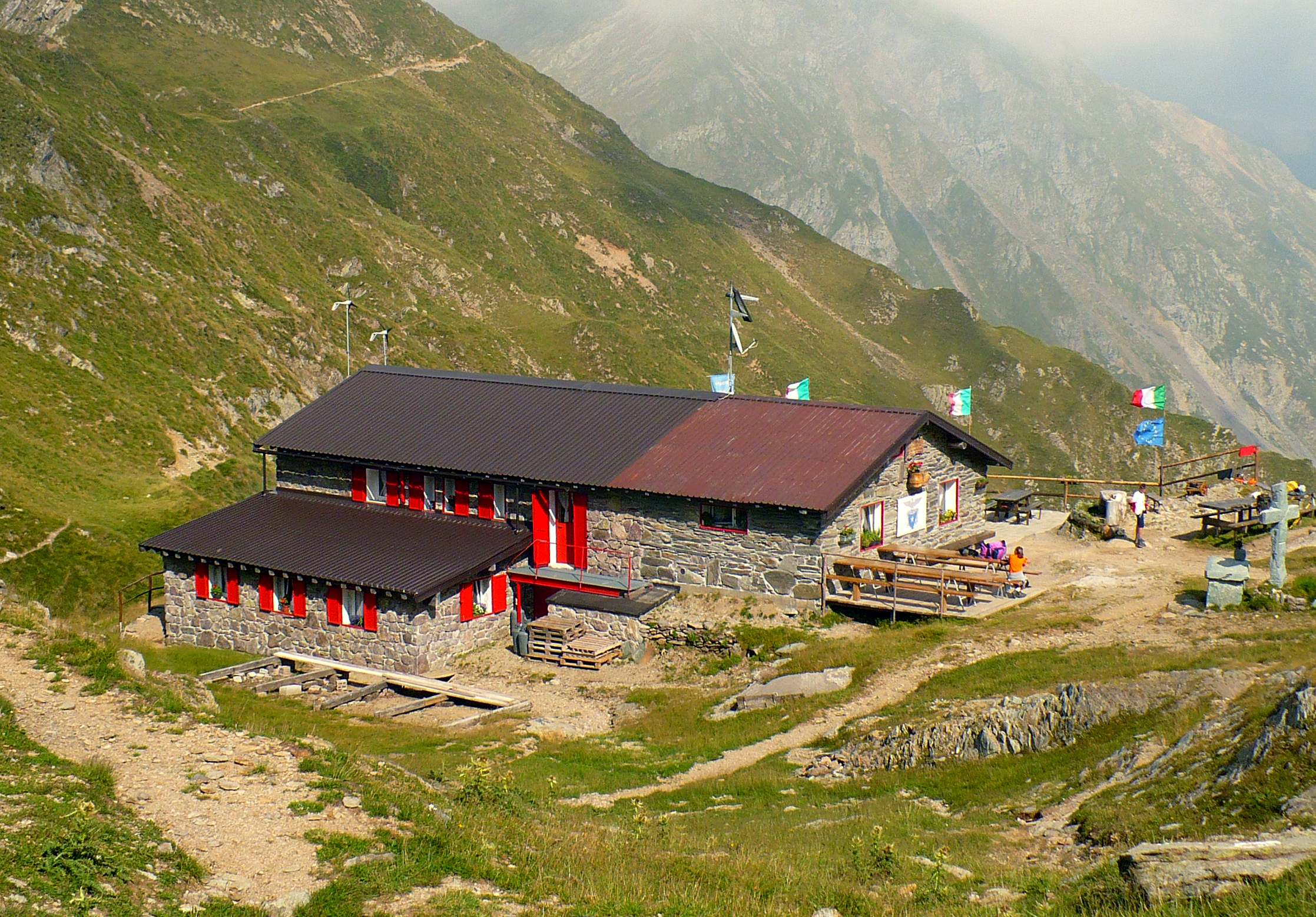
Il rifugio Tagliaferri, meta della decima tappa

Tempistica circa 8 ore, dislivello +820 m, difficoltà E. La frazione attraversa le 3 valli orobiche più orientali, cioè val Bondone, val Caronella e val Belviso, e raggiunge il confine con la bergamasca val di Scalve. Dalla baita Streppaseghel (2097 m) si volge a sud-est con un breve tratto in salita che permette di lasciare subito la val Malgina, entrando così nel versante occidentale della val Bondone. Si scende ora in direzione sud, passando a valle della conca di sfasciumi ai piedi della cima Cadin, e, dopo un tratto boscoso, alla base della fascia rocciosa al di sopra della quale giacciono i laghi di Cantarena, che il sentiero non tocca. Si attraversa un avvallamento salendo verso est, e ad un bivio si prende a sinistra, scendendo verso nord-est e arrivando alla baita Cantarena (2070 m), sul versante opposto della valle. Si scende ora verso nord giungendo un nuovo bivio (1840 m), dove si deve andare a destra prendendo un tratto tra i larici che a saliscendi conduce al capanno di caccia Bareghetti (1813 m). Si prosegue verso nord-est nel bosco, aggirando il dosso che permette di entrare in val Caronella. Il sentiero continua salendo verso sud per circa 250 metri di dislivello, per poi iniziare a scendere uscendo dal bosco in un avvallamento, che si discende totalmente arrivando al centro della valle, dove sorge la malga Caronella (1858 m). Da qui si procede in direzione est attraversando il torrente Caronella e passando dal lato opposto della valle, dove si prende il sentiero che taglia il versante della valle salendo verso nord-est tra i larici. Dopo aver rimontato un centinaio di metri di dislivello, si scende leggermente sorpassando i ruderi di una baita (1940 m) ed entrando nel solco della valle della Visega (laterale della val Caronella), che si attraversa in direzione nord risalendo brevemente fino ad una radura. Si piega ora leggermente a destra rientrando nel bosco e si taglia il versante nord del monte Lavazza, prima scendendo verso nord-est, poi con sentiero più pianeggiante, che permette di raggiungere i prati dove sorge la malga Dosso (1856 m, funge da bivacco sempre aperto), posta a cavallo tra val Caronella e val Belviso. Dalla parte alta dei prati si prende un sentiero ben tracciato che volge verso sud entrando nei boschi del versante ovest della val Belviso, con andamento pianeggiante, per poi uscire dagli alberi conducendo a saliscendi alla malga di Lavazza (1889 m). Ora si sale verso destra, rimontando i ripidi prati e passando appena a valle del lago di Lavazza (2135 m), per poi proseguire sempre in direzione sud sulla mulattiera militare che con andamento pianeggiante porta al pittoresco lago Nero (2034 m), che fa parte del complesso dei laghi di Torena. Si scende brevemente a est, e ad un bivio (1960 m) si piega a destra su un percorso prevalentemente pianeggiante che traversa la valle verso sud, superando diverse vallette secondarie, restando parallelo alla riva ovest del sottostante lago di Belviso, sul quale si hanno suggestivi scorci. Dopo questo tratto si giunge alla malga Pila (2010 m), e da qui si inizia a salire con pendenza via via più accentuata in direzione sud-est, con bella vista sul versante nord del monte Gleno. Dopo aver superato qualche avvallamento si arriva all'ultimo tratto a tornanti, che permette di raggiungere il passo di Venano (2328 m), al confine con la val di Scalve. Appena al di là dello spartiacque sorge il rifugio Nani Tagliaferri (2328 m), molto frequentato soprattutto dal versante bergamasco e aperto nei mesi estivi.

### Tappa XI: rifugio Tagliaferri - Aprica

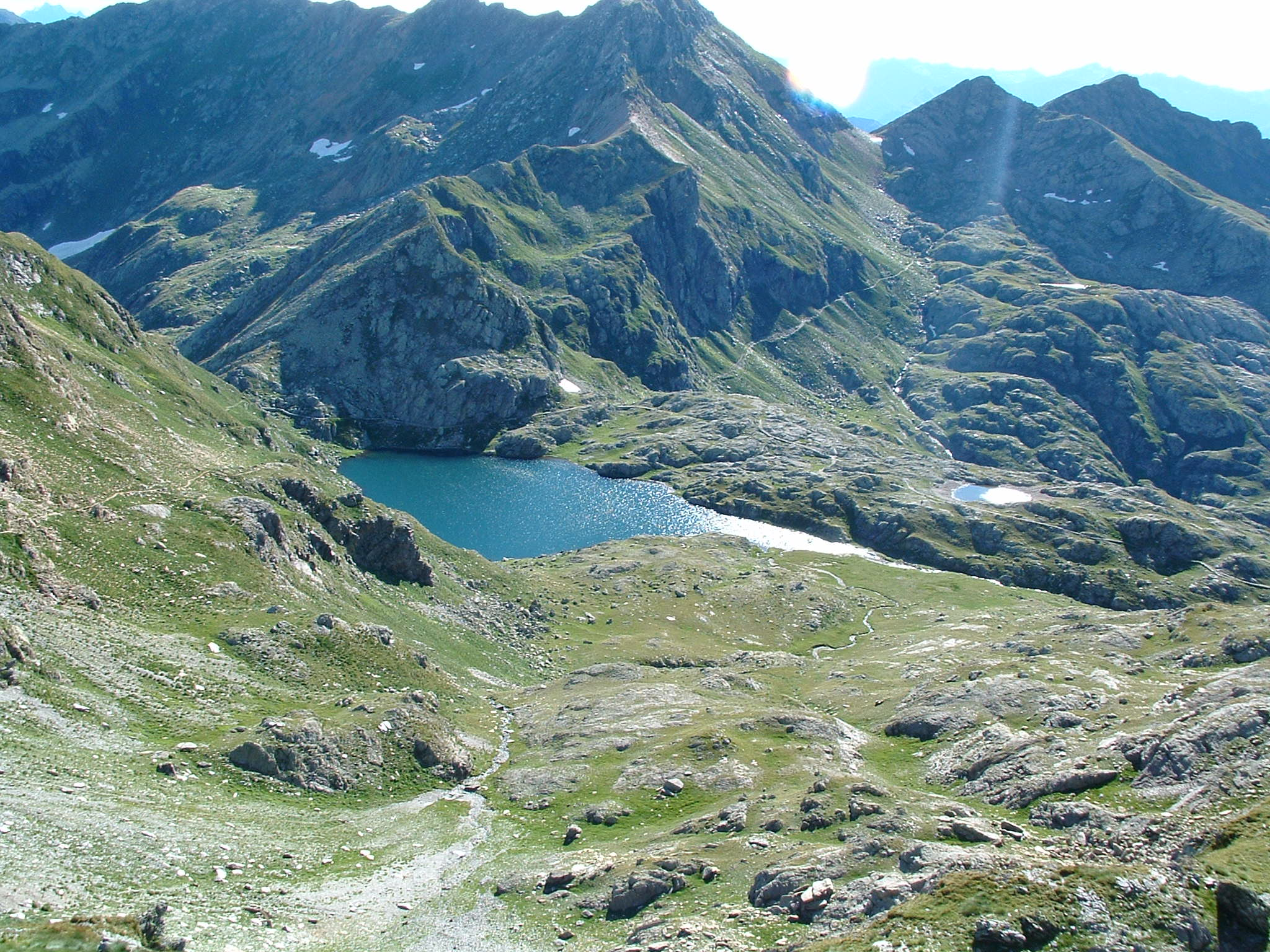
Il lago superiore del Venerocolo visto dal sentiero che vi arriva dal passo Demignone

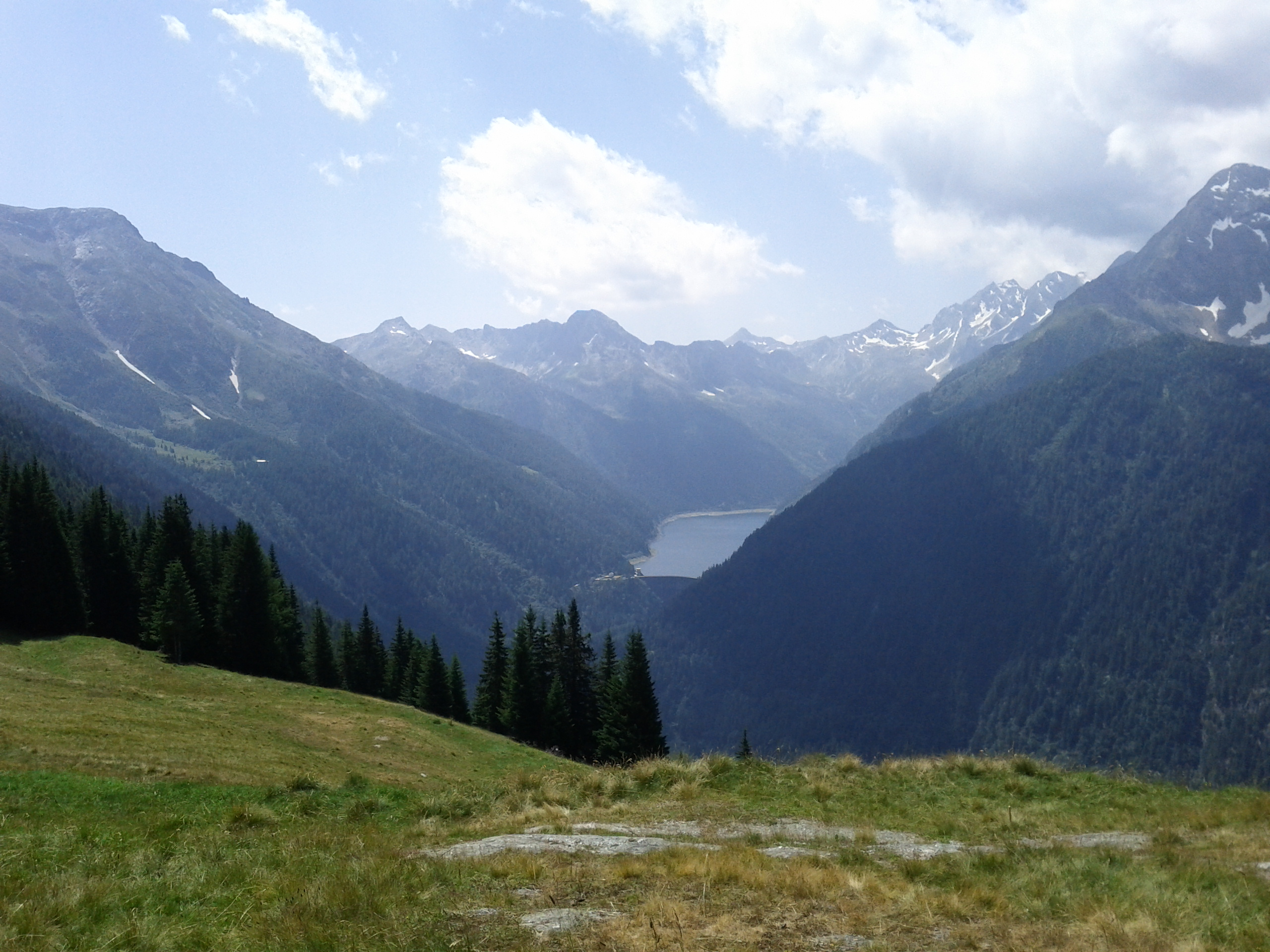
Il lago e la valle di Belviso visti dalle vicinanze della malga Magnolta

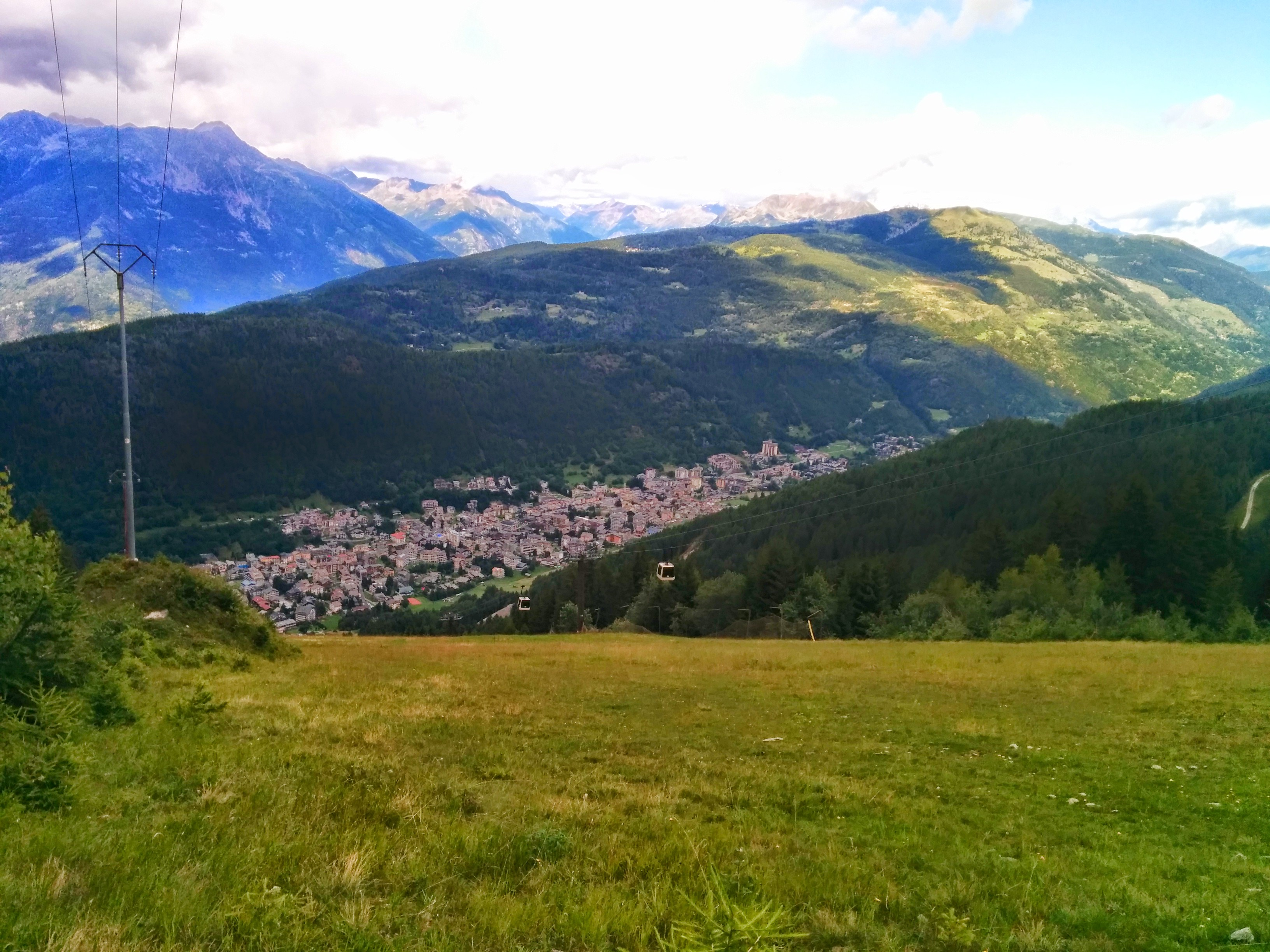
Il paese di Aprica visto dalle piste da sci

Tempistica circa 8.30 ore, dislivello +700 m, difficoltà E. L'ultima tappa percorre tutto il lato orientale della val Belviso da sud a nord, con un percorso a saliscendi nella prima parte e con un lungo tratto prevalentemente pianeggiante nella seconda, fino a terminare al passo dell'Aprica. Dal rifugio Tagliaferri (2328 m) si riattraversa il passo di Venano scendendo per un centinaio di metri di dislivello lungo il percorso della tappa precedente, fino ad intercettare una deviazione sulla destra che prosegue verso nord-est traversando il versante orientale della val Belviso. Il sentiero, in graduale discesa, supera il solco di una valletta laterale, passa poco più a valle del laghetto del Batai e raggiunge la baita Grasso del Batai (1952 m). Da qui si continua arrivando alla baita Grasso di Demignone (1900 m), dove si piega a destra per risalire la valle del Demignone (laterale della val Belviso) in direzione sud, seguendo il sentiero sul versante orientale della valle, che supera una macchia di rododendri, continua con un tratto tra sfasciumi ed infine, con tornantini su faticoso terreno instabile, raggiunge il passo del Demignone (2485 m), che dà sulla bergamasca val di Scalve. Si attraversa l'intaglio del passo e si prosegue scendendo in territorio bergamasco con un breve tratto in comune con il sentiero naturalistico Antonio Curò, che taglia verso nord-est il ripido versante roccioso (tratti attrezzati con catene) per arrivare al lago superiore del Venerocolo (2293 m, detto anche lago Bianco) e al passo del Venerocolo (2314 m). Dal valico si rientra in val Belviso tramite la laterale val di Campo, che si inizia a traversare in quota in direzione nord-est, ignorando il sentiero che scende al centro della valle. Il tracciato sale brevemente tenendosi a destra il monte Venerocolo, poi prosegue in discesa graduale verso nord superando diverse vallette che scendono a est del monte Colombaro, e arriva ad un grande dosso che viene aggirato piegando a est, entrando così in valle di Pisa (laterale della val Belviso). Si arriva al pianoro acquitrinoso del Foppo Alto (2200 m), ai piedi occidentali del monte Sellero, che si aggira descrivendo un ampio arco verso sinistra che supera diversi corsi d'acqua e porta alla traversata verso ovest del versante settentrionale del vallone. Si giunge poi all'Alpe di Pisa (2191 m), dove il sentiero volge verso nord aggirando in piano sulla sinistra il monte Frera, e continua in leggera discesa compiendo due tornanti e poi superando diversi avvallamenti, insieme a quello più grande della valle del Latte. Dopo aver superato un'ulteriore valletta, si aggira in leggera salita l'ampio dosso boscoso che scende dal versante ovest del monte Torsolazzo, e che introduce in valle Carognera, che viene attraversata in piano guadandone il torrente centrale. Si arriva poi all'Alpe Magnolta (1990 m), posta su un dosso che permette di entrare nella valle omonima, della quale viene superato il solco principale, e si continua sempre in piano verso nord superando diverse vallette. Giunto alla valle della Sciuca, il sentiero confluisce in una comoda strada sterrata che conduce in breve alla malga Magnolta (1871 m), posta sulle piste da sci di Aprica, le quali si discendono integralmente senza difficoltà, arrivando al paese di Aprica (1181 m), rinomata località alpina posta al passo omonimo, dove termina la Gran Via delle Orobie.